# Georges-Louis Leclerc de Buffon
Georges-Louis Leclerc, baron de Buffon (n. 7 septembrie 1707, Montbard, Bourgogne, Franța – d. 15 aprilie 1788, Paris, Regatul Franței) a fost naturalist, matematician, biolog și scriitor francez. Preocupările sale multiple s-au concretizat printr-o operă (nu numai teoretică, ci și practică) ce a influențat decisiv generațiile următoare de naturaliști, printre care Jean-Baptiste de Lamarck și Charles Darwin.

## Biografia

### Tinerețea tumultuoasă
- 7 septembrie 1707: se naște la Montbard, ca fiu al lui Benjamin Leclerc și al lui Anne-Christine Marlin. Familia sa era înstărită iar tatăl deținea diverse funcții publice.
- 1708: se naște fratele, Jean-Marc
- 1710: se naște sora sa, Jeanne
- 1711: vine pe lume cealaltă soră, Anne-Madeleine
- 1712: se naște și Claude-Benjamin
- 1717: tatăl moștenește o avere de la un unchi, ulterior mai cumpără diverse terenuri, ca până la urmă întreaga familie se mută la Dijon.
- 1726: Buffon este absolvent la Drept după ce urmase studiile la Colegiul Iezuit de la Dijon.
- 1728: deoarece prefera științele, spre nemulțumirea familiei, pleacă la Angers să studieze matematica și botanica. Se adâncește în studiul matematicilor, citește pe Newton, urmează cursuri de medicină, dar ucigând în duel un ofițer croat, este nevoit să părăsească universitatea.

În anii următori se refugiază de la Dijon la Nantes, unde leagă relații de prietenie cu ducele de Kingston. Ei călătoresc prin La Rochelle, Bordeaux, Toulouse, Béziers, Montpellier, apoi prin Italia, Torino, Milano, Geneva, Florența, Roma, unde duc o viață plină de petreceri, serbări.

## Opera

### Contribuții științifice

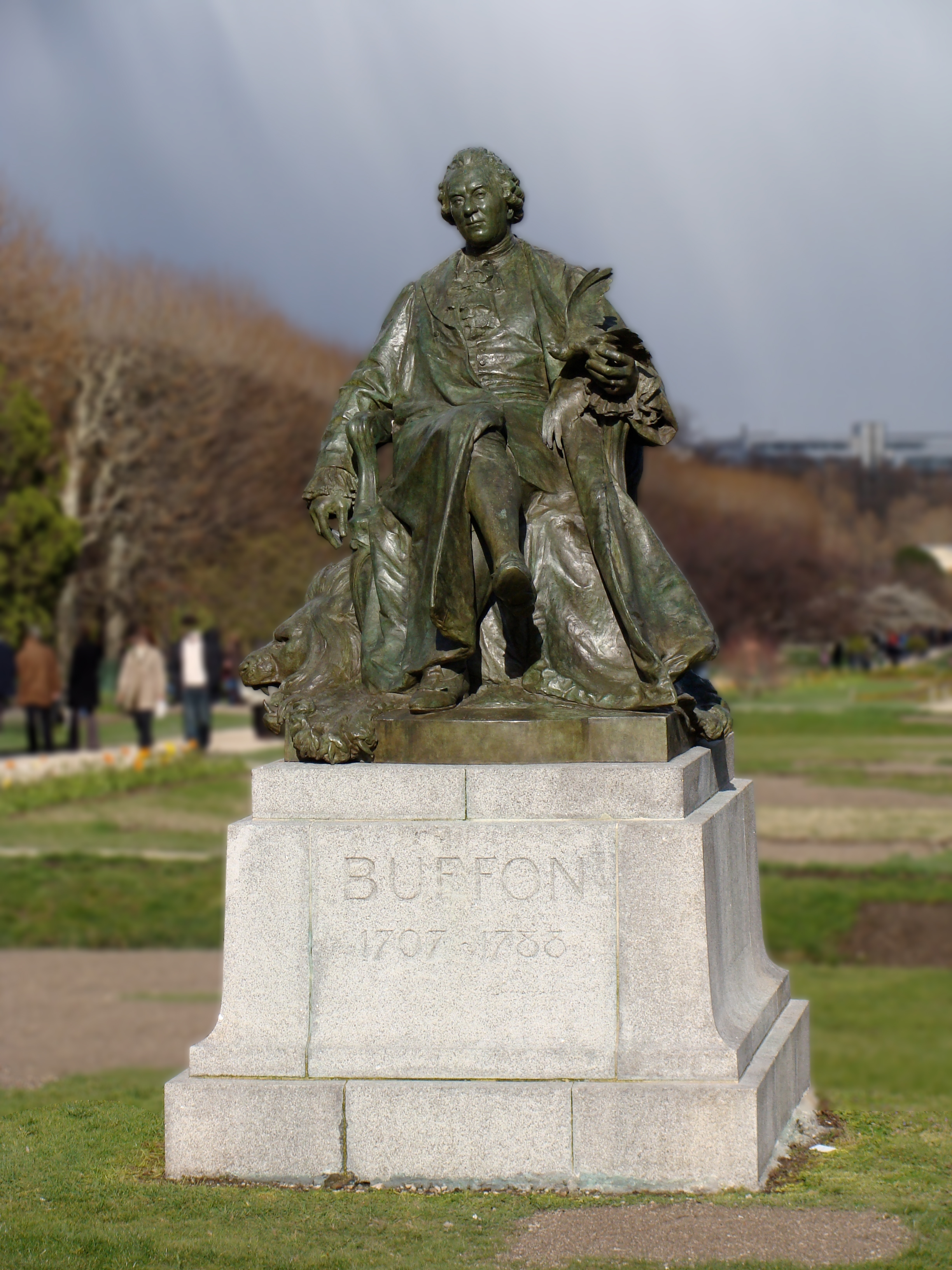
Statuia lui Buffon de la Jardin des Plantes

Buffon a fost primul matematician care s-a ocupat cu aplicarea noțiunii de probabilitate în geometrie.
Mai mult, în problemele de probabilitate a introdus variabila continuă.
Aceasta s-a reflectat în special în celebra problemă a acului, care a devenit problemă de bază în biochimie și marchează introducerea calculului integral în problemele de probabilitate.
Ulterior, problema acului a fost generalizată de Gabriel Lamé.
În lucrările sale, a acordat o importanță deosebită sistemului de numerație duodecimal.